# カーマ (ウィンガーのアルバム)
『カーマ』（Karma）は、アメリカ合衆国のヘヴィメタル・バンド、ウィンガーが2009年に発表した通算5作目、再結成後としては2作目のスタジオ・アルバム。10月16日にヨーロッパで先行発売され、10月27日には母国アメリカでも発売された。

## 解説
キップ・ウィンガーの説明によれば、本作は『ウィンガー』（1988年）と『プル』（1993年）の要素を組み合わせたアルバムで、前スタジオ・アルバム『IV』（2006年）が洗練されたプログ的作品だったのに対し、本作では「最初の5曲で徹底的にロックして、バンドがライヴでやっているようなサウンドを表現することを目指すのが、僕の主な目標だった」という。また、レブ・ビーチは『IV』について「彼（キップ）はクラシック音楽の天才で、バレエのために76人編成のオーケストラの曲も書いているし、このアルバムは彼にとって、そうした要素をロック・アルバムに挿入するチャンスだった」、本作について「彼が『レブ、君は何をしたい?』と訊いてきたから、昔の音に回帰したいって言ったよ」と説明している。
主にレブ・ビーチがギター・ソロを弾いているが、「アフター・オール・ディス・タイム」ではジョン・ロスがソロを弾いた。また、日本盤ボーナス・トラック「オン・ジ・インサイド」は、ベスト・アルバム『ヴェリー・ベスト・オブ・ウィンガー』（2001年）で初出となった曲のリミックス・ヴァージョンで、リミックスを担当したCenk E.（センク・エロル）が、キーボードの演奏やギター・ソロも追加している。
フロンティアーズ・レコードから発売されたヨーロッパ盤CDは、ロッド・モーゲンスタイン作の「First Ending」がボーナス・トラックとして追加され、本作のメイキング映像を収録したエンハンストCDとして発売された。また、2010年には、スウェーデンのレーベル「Inner Wound Recordings」からピクチャー・ディスク仕様のアナログLPが250枚限定で発売された。

## 収録曲
特記なき楽曲はキップ・ウィンガーとレブ・ビーチの共作。
1. ディール・ウィズ・ザ・デヴィル - "Deal with the Devil" (Kip Winger, Reb Beach, Donnie Purnell) - 2:59
2. ストーン・コールド・キラー - "Stone Cold Killer" - 2:45
3. ビッグ・ワールド・アウェイ - "Big World Away" - 3:50
4. カム・ア・リトル・クローサー - "Come a Little Closer" - 2:50
5. プル・ミー・アンダー - "Pull Me Under" (K. Winger, R. Beach, Dann Huff) - 3:20
6. スーパーノヴァ - "Supernova" (K. Winger, R. Beach, P.J. Winger) - 6:17
7. オールウェイズ・ウィズイン・ミー - "Always Within Me" (K. Winger) - 4:15
8. フィーディング・フレンジー - "Feeding Frenzy" (K. Winger, R. Beach, P.J. Winger) - 3:00
9. アフター・オール・ディス・タイム - "After All This Time" (K. Winger, R. Beach, Paul Roth) - 6:23
10. ウィットネス - "Witness" - 7:10

### ヨーロッパ盤ボーナス・トラック
1. "First Ending" (Rod Morgenstein) - 4:37

### 日本盤ボーナス・トラック
1. オン・ジ・インサイド（リミックス） - "On the Inside" - 6:25

## 参加ミュージシャン
- キップ・ウィンガー - ボーカル、ベース、キーボード
- レブ・ビーチ - ギター、バッキング・ボーカル
- ジョン・ロス - ギター、バッキング・ボーカル
- ロッド・モーゲンスタイン - ドラムス

アディショナル・ミュージシャン
- センク・エログル - キーボード、ギター(on "On the Inside")